# Finspång
Finspång è una località del comune di Finspång, Östergötland, in Svezia.

## Il comune

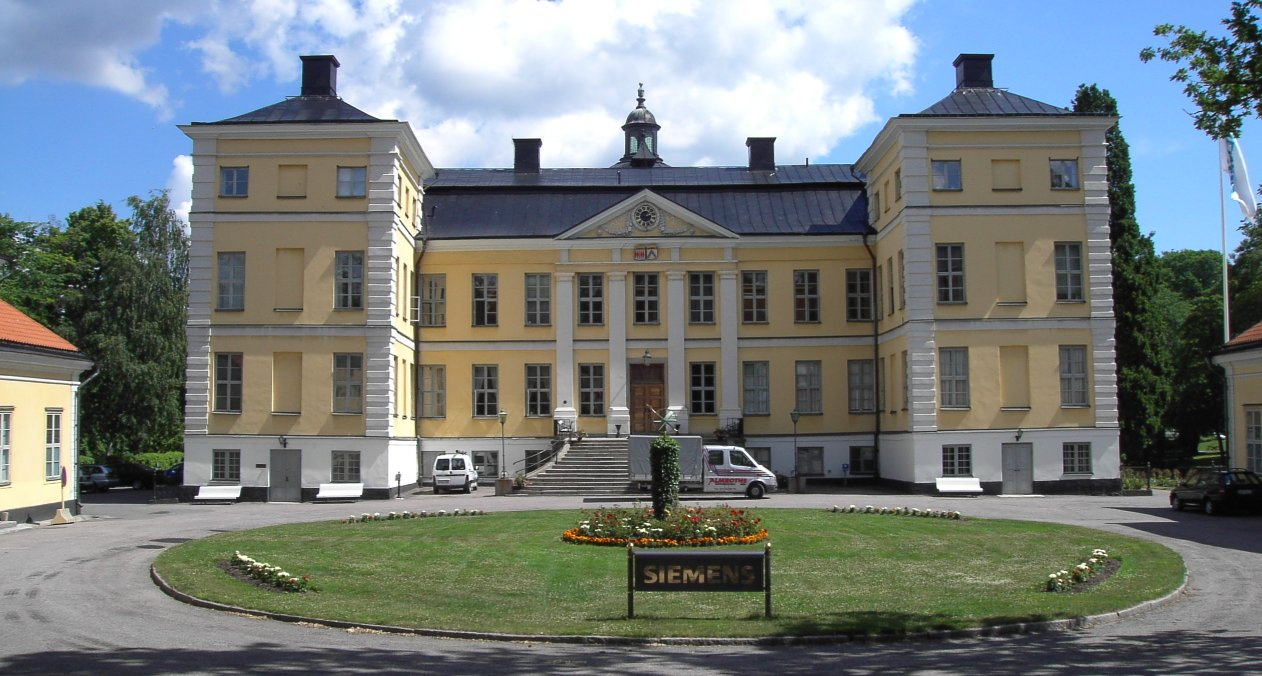
Il castello di Finspång

Finspång è una tradizionale città industriale. Le prime industrie furono costruite nel 1580 quando la fabbrica Reale di cannoni e palle da cannone fu creata. L'industria è andata avanti per 300 anni sotto la supervisione del casato olandese De Geer. Con Louis Gerhard De Geer (1622-1695), fu costruito il Castello di Finspång, e tutt'intorno industrie e un giardino d'inverno fu sviluppato nella città. Oggi le due industrie più importanti sono quelle di turbine e metalmeccaniche.